# 秦馨菱
秦馨菱（1915年10月17日—2003年12月5日），男，山东安丘人，中国地球物理学家，中国科学院院士。曾任中国地震局地球物理研究所研究员。

## 生平
1937年毕业于清华大学物理系。1980年当选为中国科学院学部委员（院士）。